# Tournecoupe
Tournecoupe (gaskognisch Tornacopa) ist eine französische Gemeinde mit 262 Einwohnern (Stand 1. Januar 2022) im Département Gers in der Region Okzitanien; sie gehört zum Arrondissement Condom  und zum Gemeindeverband Bastides de Lomagne. Die Bewohner nennen sich Tournecoupois/Tournecoupoises.

## Geografie
Tournecoupe liegt auf einem Plateau rund 30 Kilometer nordöstlich der Stadt Auch im Nordosten des Départements Gers. Die Gemeinde besteht aus dem Dorf Tournecoupe, den Weilern Aux Mouliès, Cantemerle, Embernié, Enguerguène, Ennodon und Les Boulets sowie Einzelgehöften. Westlich des Orts Tournecoupe schlängelt sich der Fluss Arrats vorbei.

## Geschichte
Der Ort Tournecoupe wurde in der Zeit zwischen 1250 und 1300 gegründet und lag in der Lomagne, die im Mittelalter eine Vizegrafschaft war. Sie wurde von der Familie D’Estinac von deren Schloss aus verwaltet. Der Ort gehörte von 1793 bis 1801 zum District Lectoure, zudem lag Tournecoupe von 1793 bis 2015 im Wahlkreis (Kanton) Saint-Clar. Die Gemeinde war von 1801 bis 1926 dem Arrondissement Lectoure zugeteilt. Dieses wurde 1926 aufgelöst und die Gemeinde Teil des Arrondissements Condom.

## Bevölkerungsentwicklung
| Jahr                       | 1962 | 1968 | 1975 | 1982 | 1990 | 1999 | 2006 | 2014 | 2020 |
| Einwohner                  | 469  | 439  | 416  | 349  | 276  | 267  | 279  | 276  | 260  |
| Quellen: Cassini und INSEE |      |      |      |      |      |      |      |      |      |

## Sehenswürdigkeiten
- Kirche Saint-Pierre (ehemalige Schlosskapelle der Familie D’Estinac)
- Denkmal für die Gefallenen[1]
- Lavoir (Waschhaus)
- zahlreiche Wegkreuze und Madonnenstatuen

Quelle:

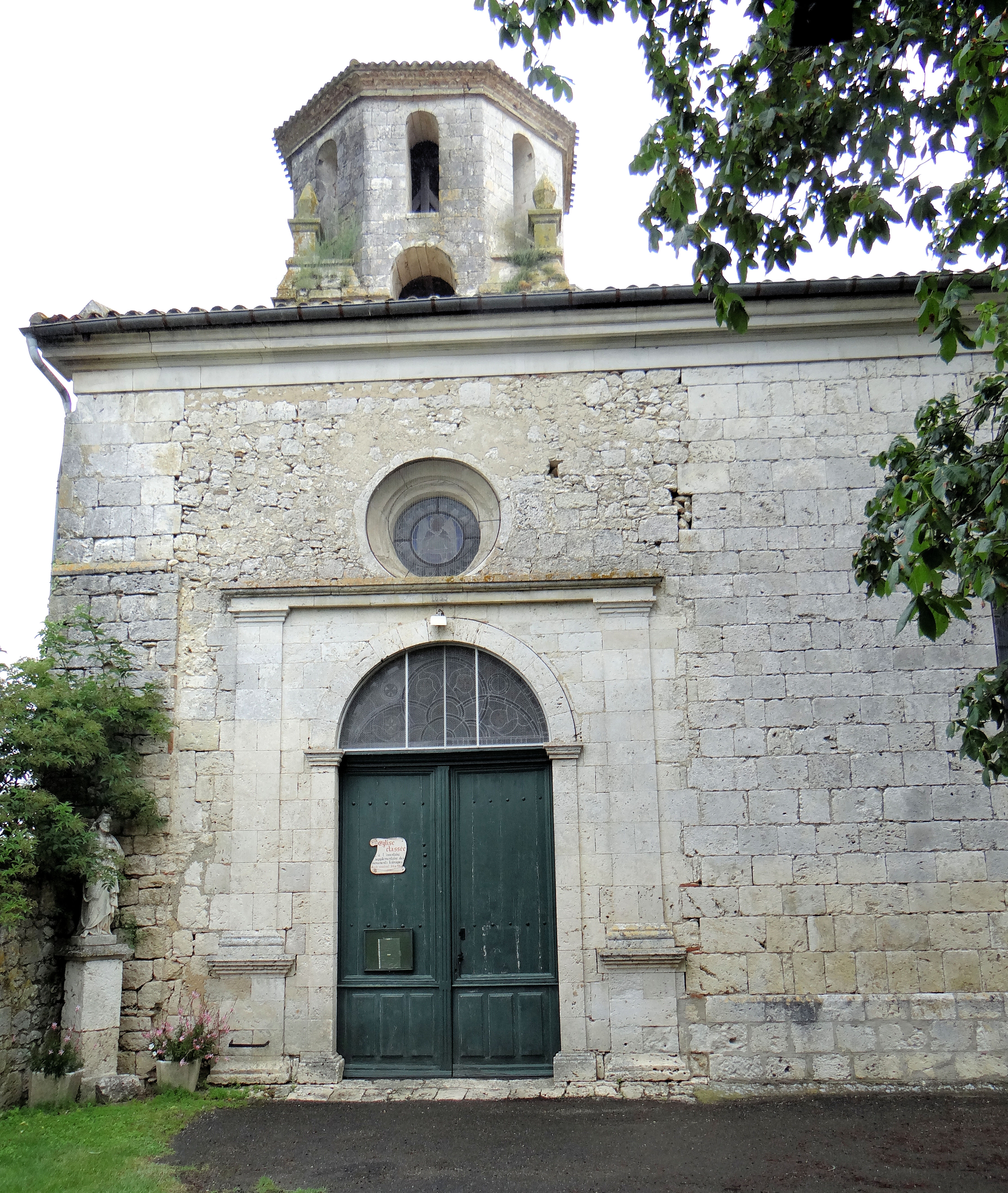
Kirche Saint-Pierre